# Ciutats de Noruega

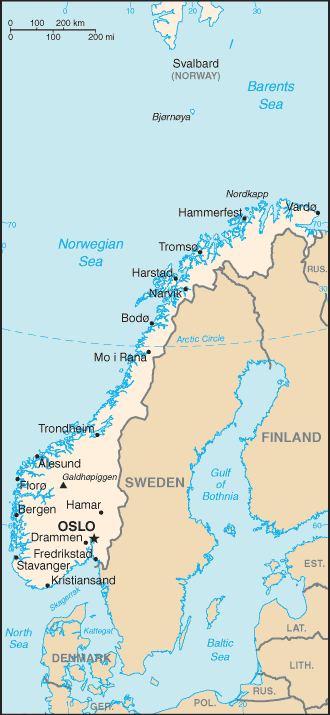
Mapa de Noruega amb ciutats importants

Les ciutats de Noruega són conegudes com a by en noruec. Anteriorment, aquestes ciutats eren classificades com a kjobstad (poble mercat) o ladested (petit port), i tenien drets especials relacionats amb el comerç. No obstant, aquests drets especials van ser abolits el 1857, i la classificació va ser eliminada completament el 1952, substituïda per la classificació simple de by.
Des de l'1 de gener de 1965, l'èmfasi es va traslladar de les ciutats individualment als seus respectius municipis. Aquests municipis noruecs eren classificats com a bykommune (municipi urbà) o herreds kommune (municipi rural). La distinció va ser revocada per la Llei de Govern Local de 1992, i els municipis van ser classificats per nombres de municipi, quatre dígits basats en l'ISO 3166-2:NO, assignats a cada municipi el 1946. Els municipis urbans tenien un nombre de municipi on el tercer dígit era zero.
Entre 1960 i 1965, molts municipis noruecs es van fusionar. A partir de 1996, l'estatut de ciutat es concedeix per cada consell de municipi i és formalment acceptat per l'estat. Per poder declarar l'estatut de ciutat per a un dels seus poblaments, un municipi ha de tenir un mínim de 5.000 habitants. No obstant, hi ha excepcions, com Honningsvåg a Nordkapp, que té menys de 5.000 habitants però que va aconseguir l'estatut de ciutat abans que el límit de població fos implementat per llei el 1997.
A causa de les noves lleis, Noruega ha experimentat un ràpid augment en el nombre de ciutats després del 1996, amb alguns poblaments relativament petits que ara són anomenats by. Al mateix temps, alguns poblaments que van perdre el seu estatut de ciutat els anys 1960 han pogut recuperar-lo gràcies a aquestes lleis.
Oslo, fundada l'any 1040 pel rei Harald III, és la ciutat més gran de Noruega.

## Ciutats i pobles de Noruega
Tingueu en compte que en la majoria dels casos, la població que apareix aquí és la del municipi, incloent altres pobles, no només el centre urbà.

### Ciutat o estatut de ciutat des d'abans del 1996

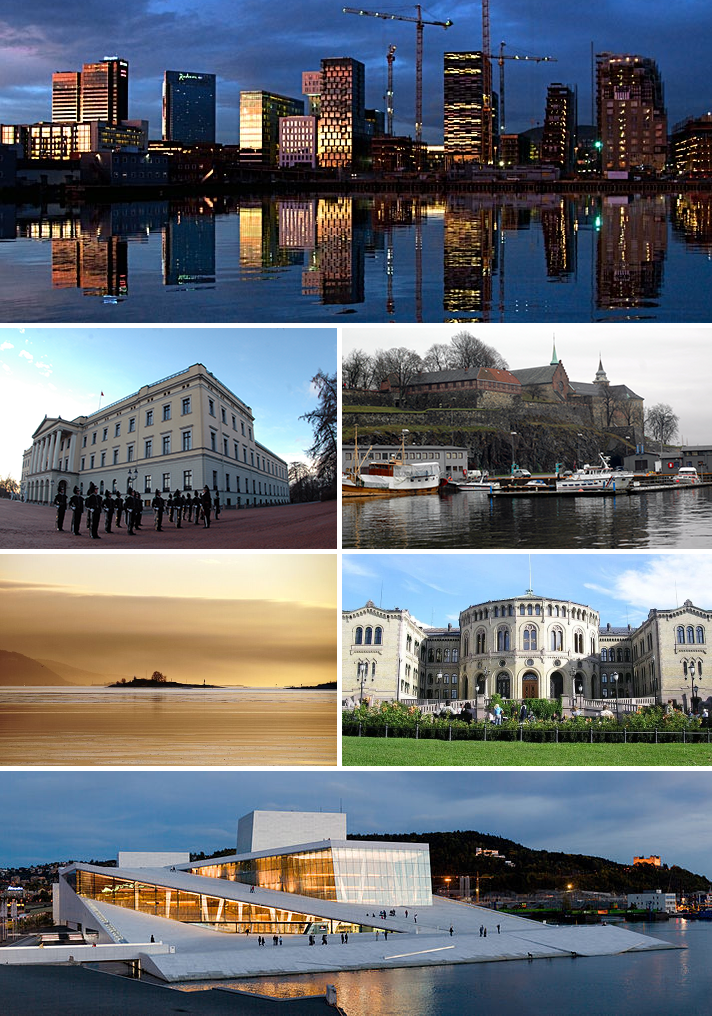
Oslo, la capital de Noruega i entre les ciutats de major creixement a Europa

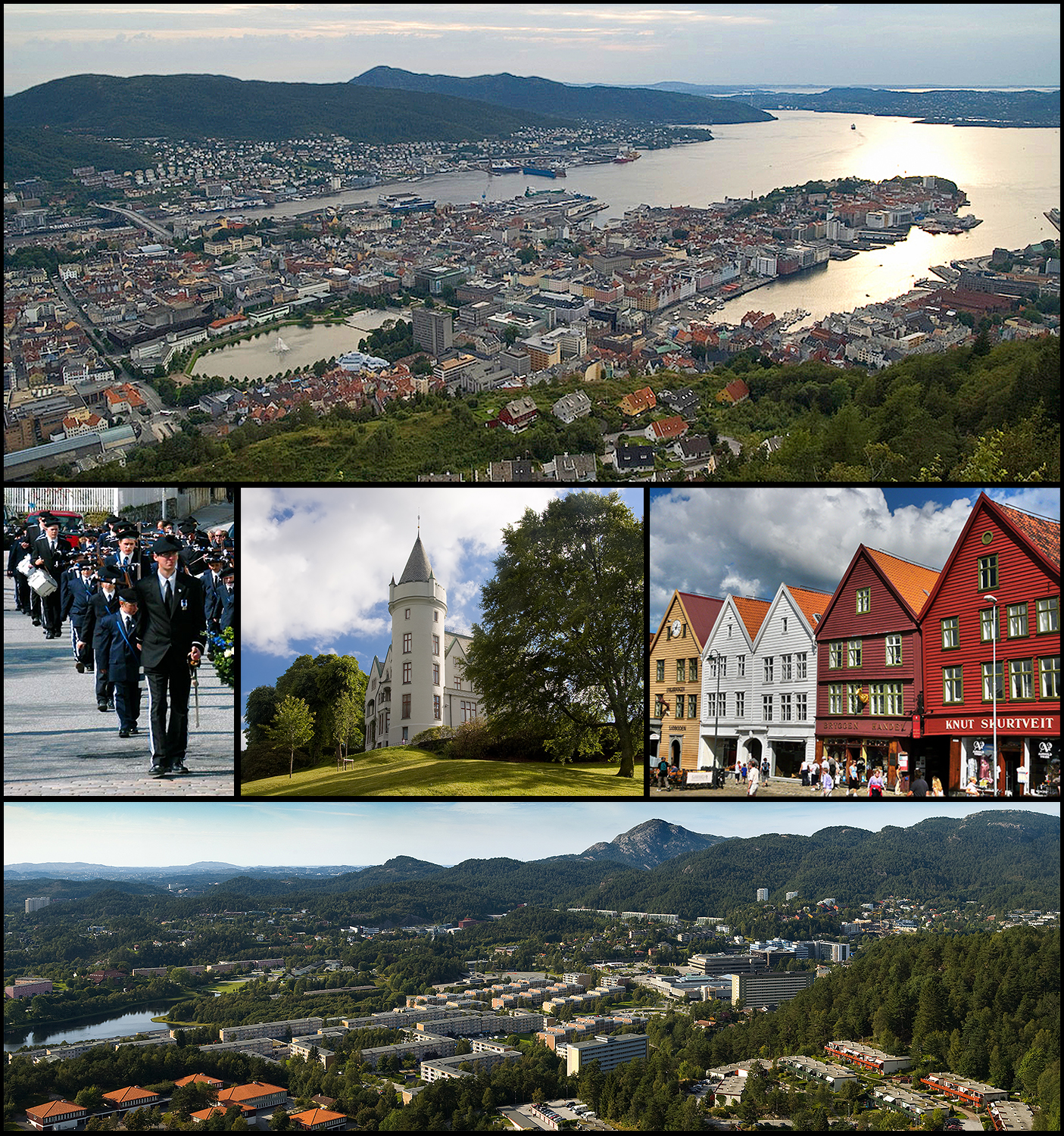
Bergen, La capital de Hordaland, Noruega

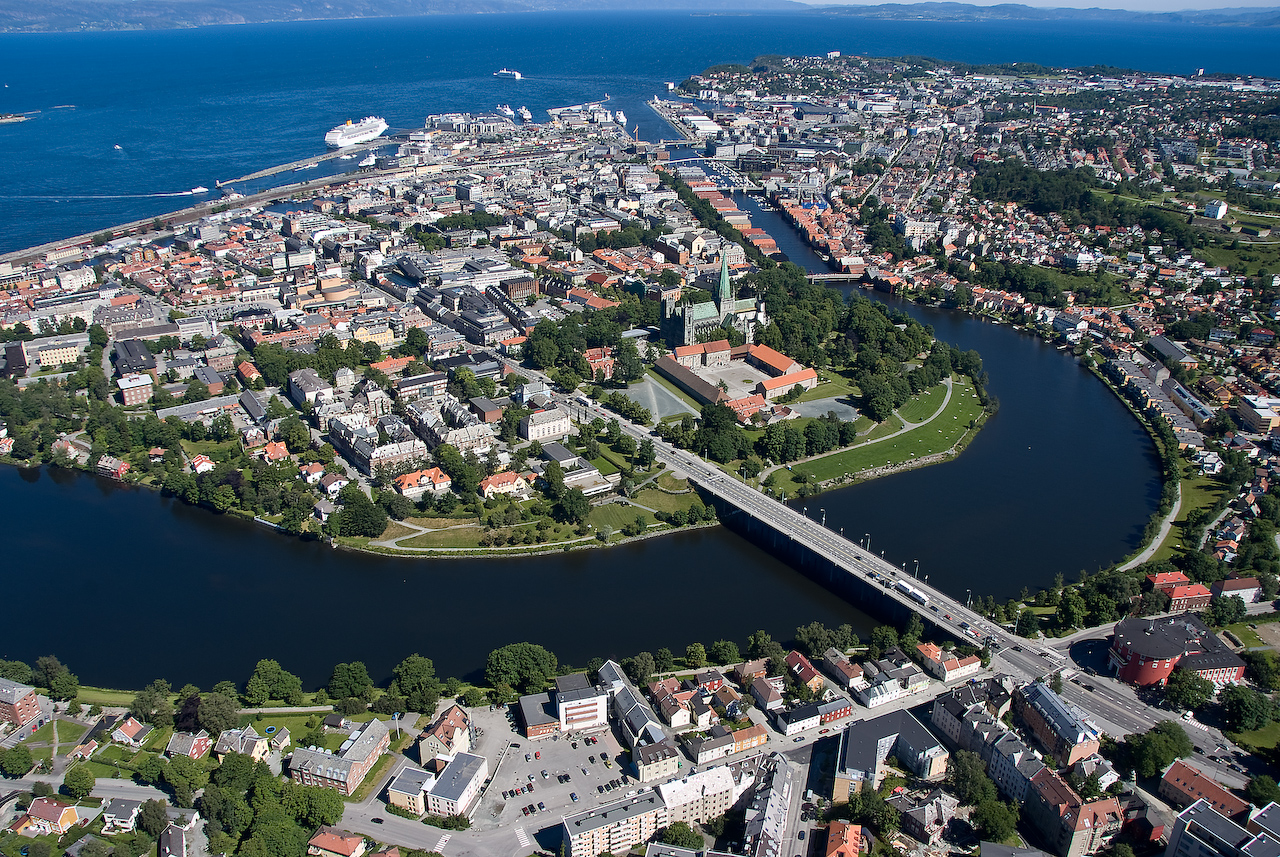
Trondheim, la capital de Sør-Trøndelag, Noruega

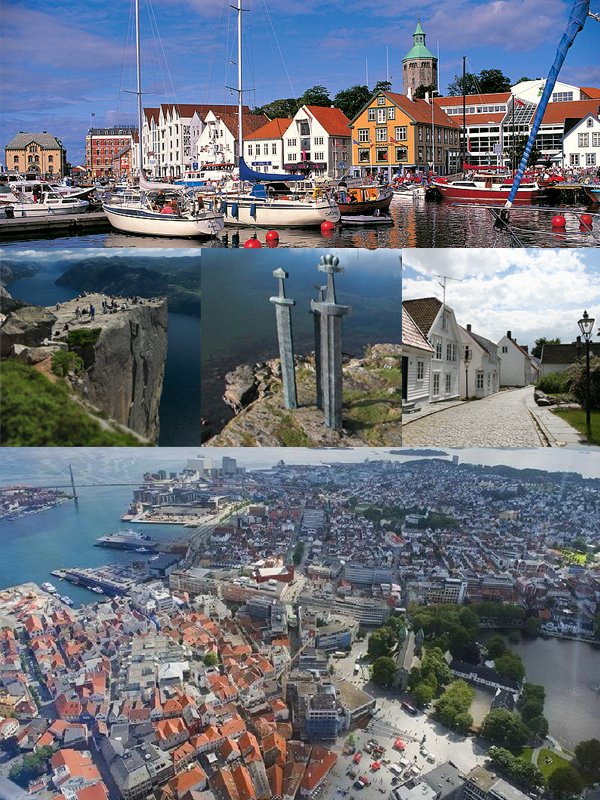
Stavanger, La capital del petroli i capital de Rogaland

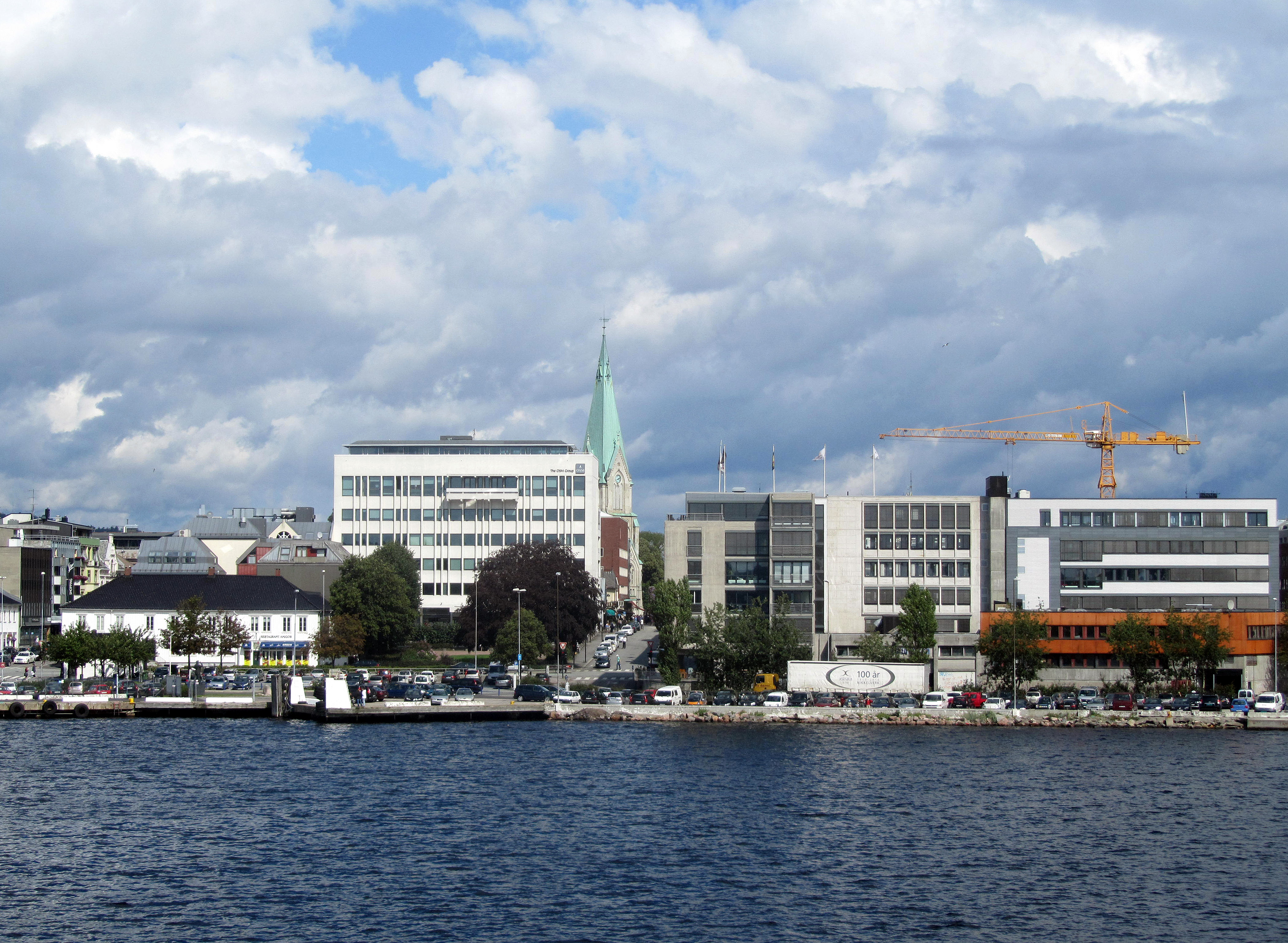
Kristiansand, ka ciutat més gran dins de Vest-Agder

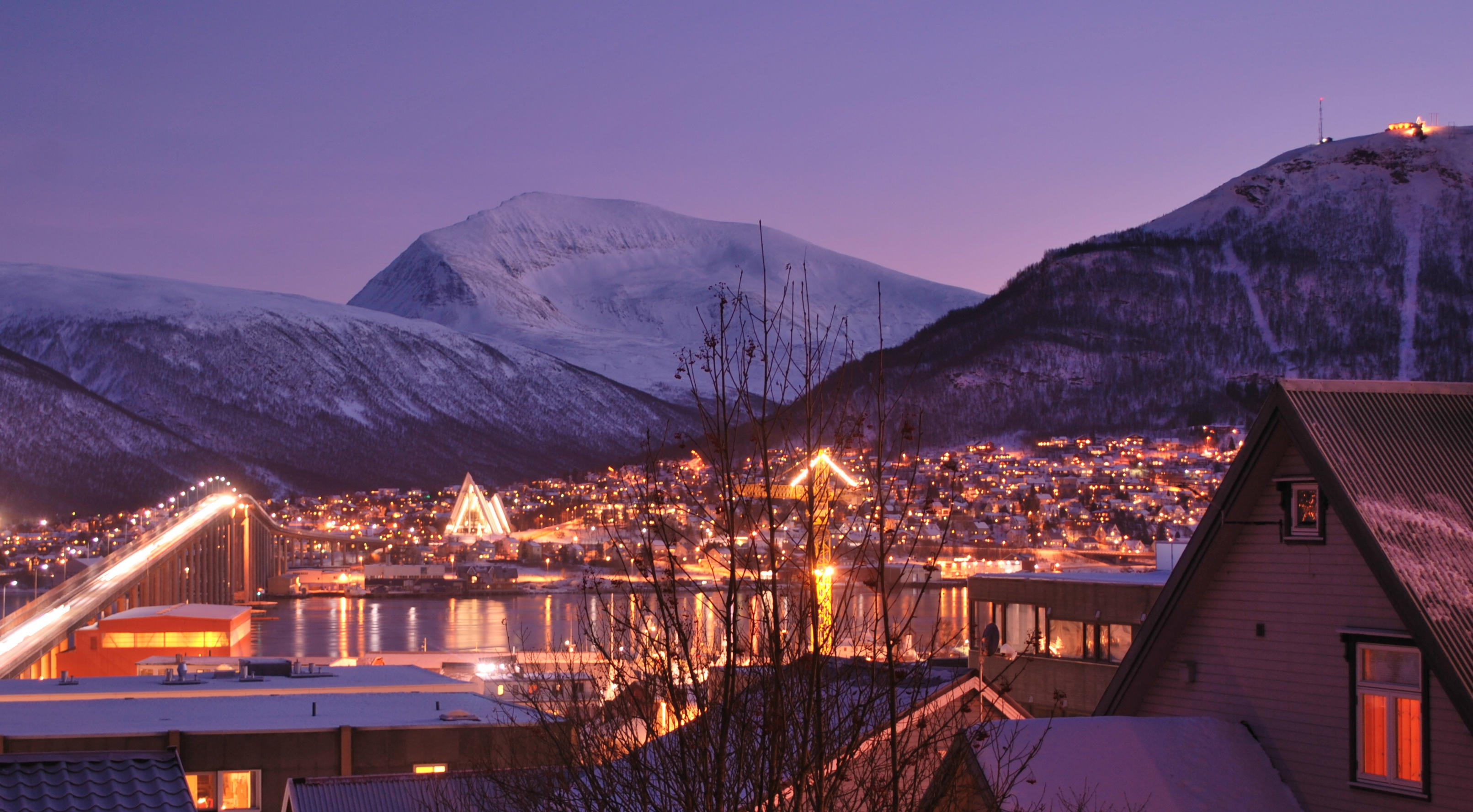
Tromsø, La capital de Troms

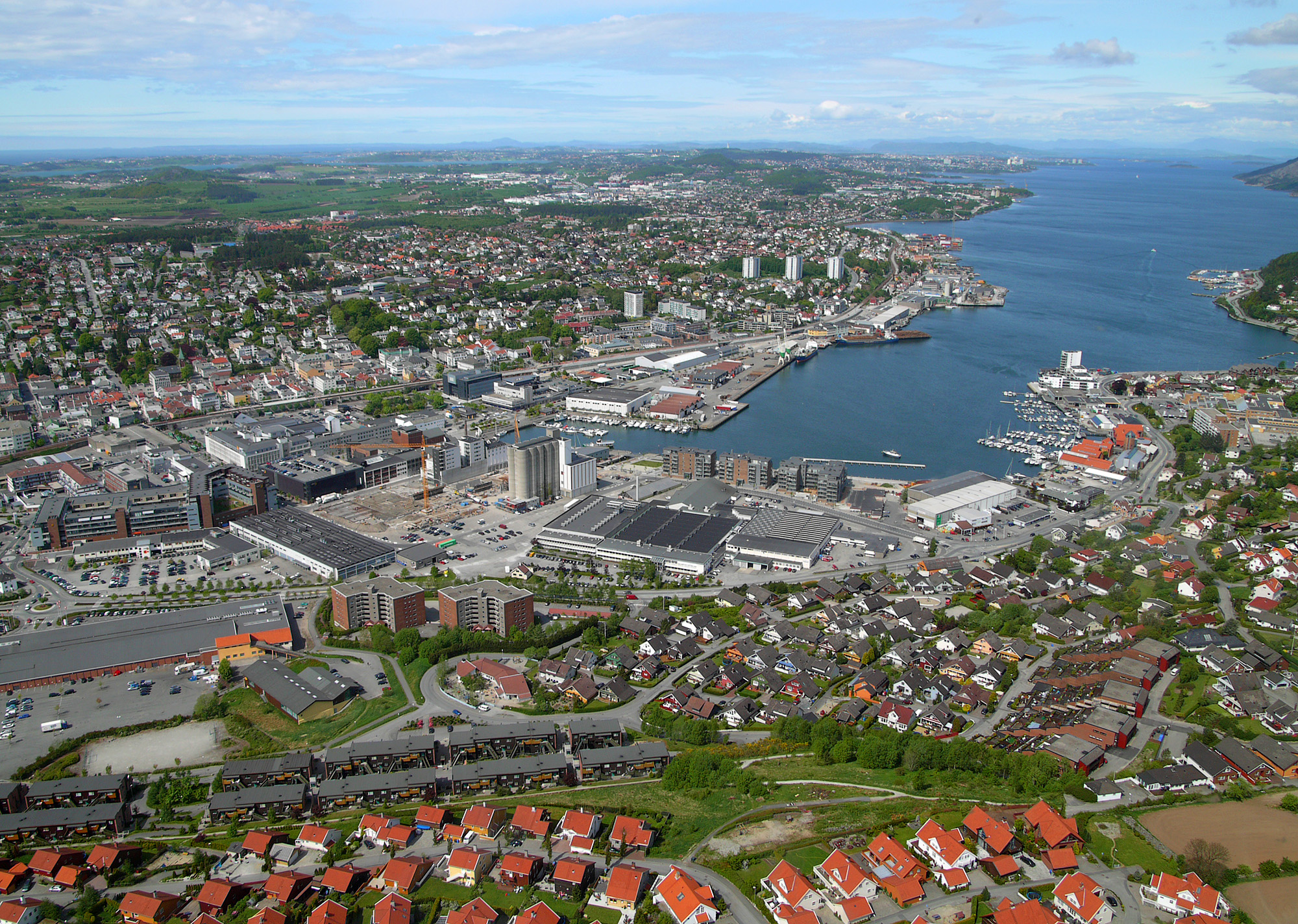
Sandnes, la segona ciutat més gran en Rogaland després de Stavanger

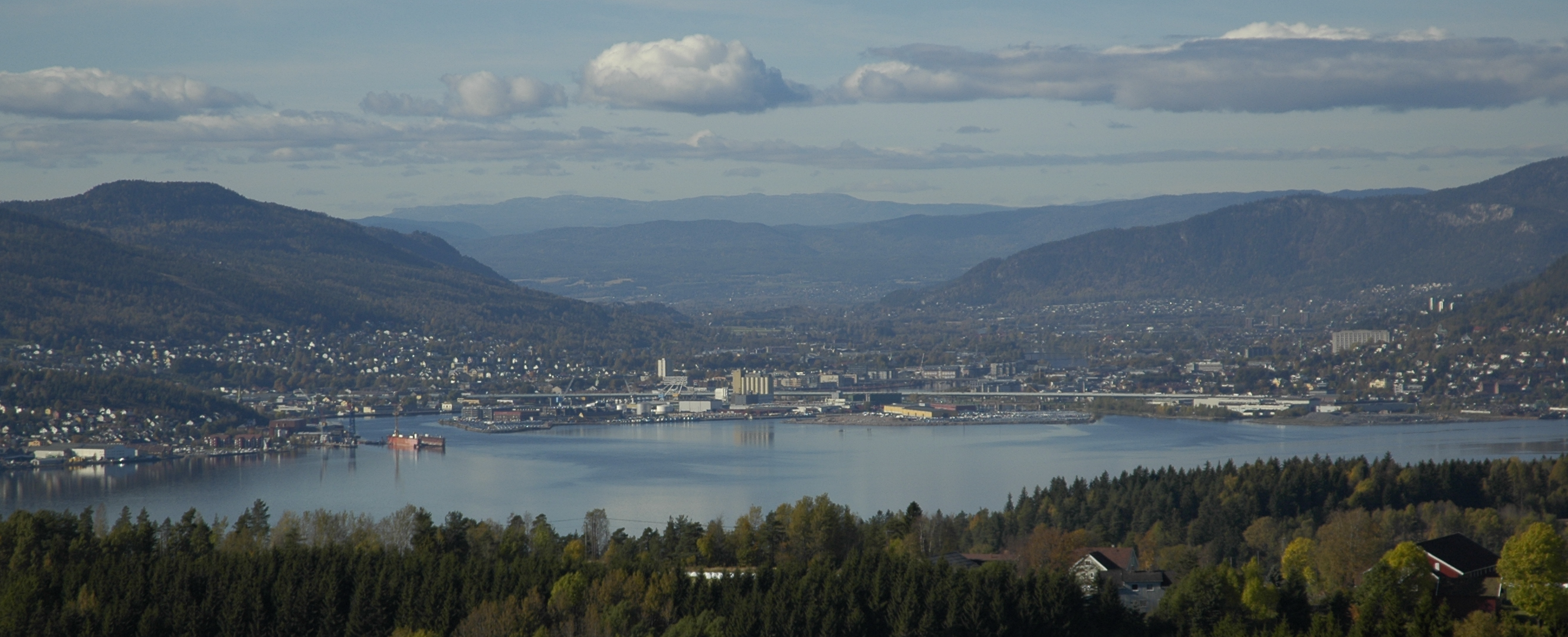
Drammen, La ciutat més gran i capital de Buskerud

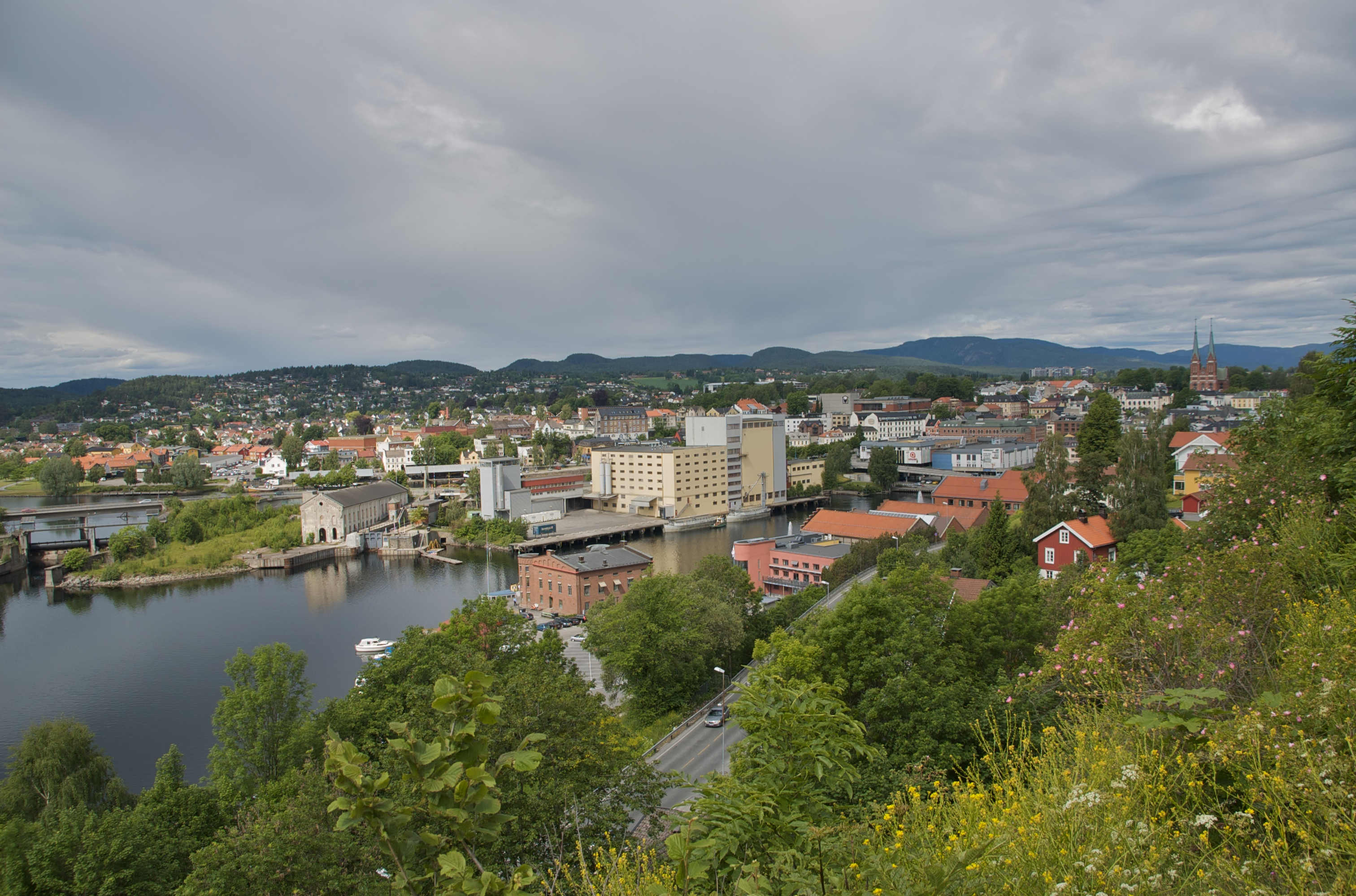
Skien

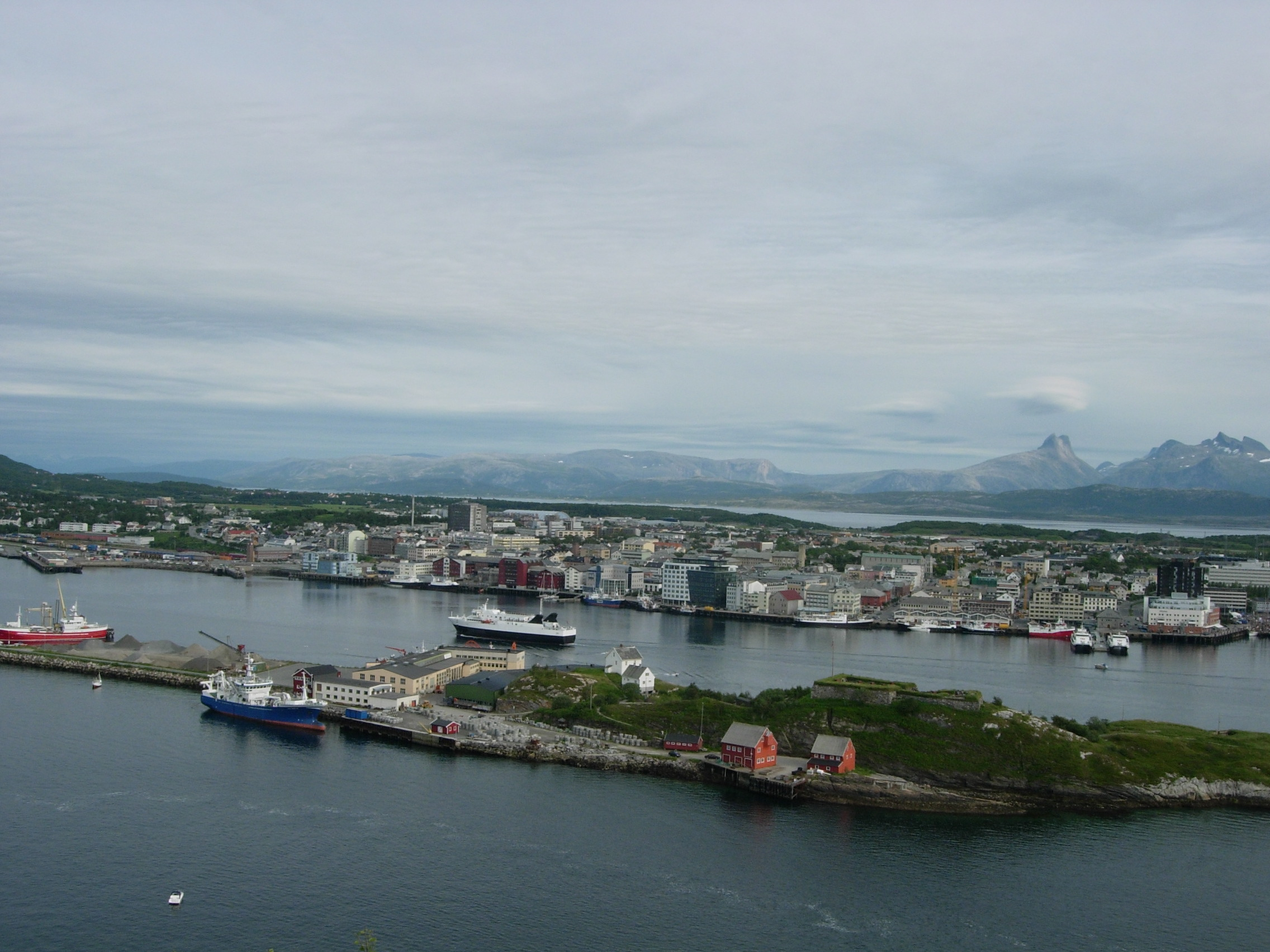
Bodø

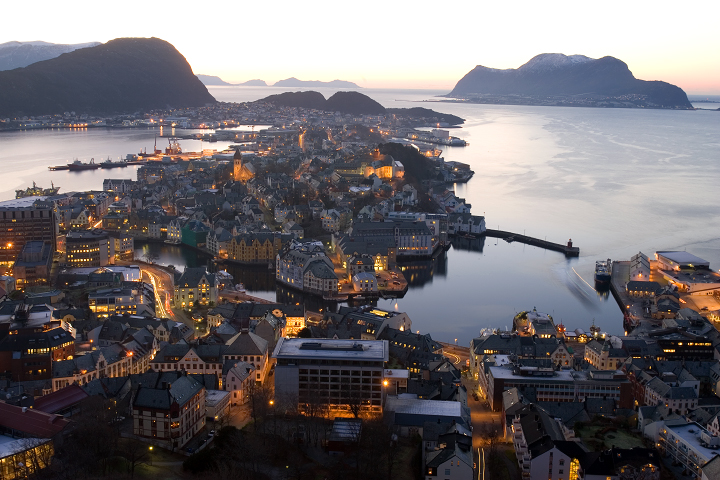
Ålesund

| Ciutat/poble | Municipalitat | Comtat           | Estatut de ciutat / poble | Població |
| ------------ | ------------- | ---------------- | ------------------------- | -------- |
| Arendal      | Arendal       | Aust-Agder       | 1723                      | 39.826   |
| Bergen       | Bergen        | Hordaland        | 1070                      | 271.949  |
| Bodø         | Bodø          | Nordland         | 1816                      | 46.049   |
| Drammen      | Drammen       | Buskerud         | 1811                      | 64.597   |
| Egersund     | Eigersund     | Rogaland         | 1798                      | 13.418   |
| Farsund      | Farsund       | Vest-Agder       | 1795                      | 9.392    |
| Flekkefjord  | Flekkefjord   | Vest-Agder       | 1842                      | 8.918    |
| Florø        | Flora         | Sogn og Fjordane | 1860                      | 8.296    |
| Fredrikstad  | Fredrikstad   | Østfold          | 1567                      | 75.583   |
| Gjøvik       | Gjøvik        | Oppland          | 1861                      | 27.500   |
| Grimstad     | Grimstad      | Aust-Agder       | 1816                      | 19.809   |
| Halden       | Halden        | Østfold          | 1665                      | 28.063   |
| Hamar        | Hamar         | Hedmark          | 1248                      | 31.593   |
| Hammerfest   | Hammerfest    | Finnmark         | 1789                      | 9.261    |
| Harstad      | Harstad       | Troms            | 1904                      | 23.242   |
| Haugesund    | Haugesund     | Rogaland         | 1854                      | 31.738   |
| Holmestrand  | Holmestrand   | Vestfold         | 1752                      | 9.515    |
| Horten       | Horten        | Vestfold         | 1858                      | 24.671   |
| Hønefoss     | Ringerike     | Buskerud         | 1852                      | 13.930   |
| Kongsberg    | Kongsberg     | Buskerud         | 1624                      | 23.997   |
| Kongsvinger  | Kongsvinger   | Hedmark          | 1854                      | 17.380   |
| Kristiansand | Kristiansand  | Vest-Agder       | 1641                      | 90.562   |
| Kristiansund | Kristiansund  | Møre og Romsdal  | 1742                      | 22.661   |
| Larvik       | Larvik        | Vestfold         | 1671                      | 41.221   |
| Lillehammer  | Lillehammer   | Oppland          | 1842                      | 25.070   |
| Mandal       | Mandal        | Vest-Agder       | 1921                      | 13.840   |
| Molde        | Molde         | Møre og Romsdal  | 1742                      | 24.421   |
| Moss         | Moss          | Østfold          | 1720                      | 28.800   |
| Namsos       | Namsos        | Nord-Trøndelag   | 1845                      | 12.426   |
| Narvik       | Narvik        | Nordland         | 1902                      | 18.512   |
| Notodden     | Notodden      | Telemark         | 1913                      | 12.359   |
| Oslo         | Oslo          | Oslo             | 1000                      | 634.463  |
| Porsgrunn    | Porsgrunn     | Telemark         | 1842                      | 33.550   |
| Risør        | Risør         | Aust-Agder       | 1630                      | 6.938    |
| Sandefjord   | Sandefjord    | Vestfold         | 1845                      | 42.333   |
| Sandnes      | Sandnes       | Rogaland         | 1860                      | 63.032   |
| Sarpsborg    | Sarpsborg     | Østfold          | 1016                      | 50.115   |
| Skien        | Skien         | Telemark         | 1000                      | 72.537   |
| Stavanger    | Stavanger     | Rogaland         | 1125                      | 130.754  |
| Steinkjer    | Steinkjer     | Nord-Trøndelag   | 1857                      | 20.672   |
| Søgne        | Søgne         | Vest-Agder       | 1913                      | 12.509   |
| Tromsø       | Tromsø        | Troms            | 1794                      | 64.782   |
| Trondheim    | Trondheim     | Sør-Trøndelag    | 997                       | 182.035  |
| Tønsberg     | Tønsberg      | Vestfold         | 900                       | 38.914   |
| Vadsø        | Vadsø         | Finnmark         | 1833                      | 6.187    |
| Vardø        | Vardø         | Finnmark         | 1789                      | 2.396    |
| Vennesla     | Vennesla      | Vest-Agder       | 1964                      | 13.116   |
| Ålesund      | Ålesund       | Møre og Romsdal  | 1848                      | 41.385   |

### Estat de ciutat de llavors ençà després 1996
| Ciutat          | Municipalitat | Comtat           | Estatut de ciutat                 | Població |
| --------------- | ------------- | ---------------- | --------------------------------- | -------- |
| Alta            | Alta          | Finnmark         | 1999                              | 17.440   |
| Askim           | Askim         | Østfold          | 1996                              | 14.03    |
| Brekstad        | Ørland        | Sør-Trøndelag    | 2005                              | 1.865    |
| Brevik          | Porsgrunn     | Telemark         | 1845-1963 després recuperat       | 2.700    |
| Brumunddal      | Ringsaker     | Hedmark          | 2010                              | 8.890    |
| Bryne           | Time          | Rogaland         | 2001                              | 9.27     |
| Brønnøysund     | Brønnøy       | Nordland         | 1923-1963 recuperat 2000          | 5.000    |
| Drøbak          | Frogn         | Akershus         | 1842-1961 recuperat 2006          | 13..358  |
| Elverum         | Elverum       | Hedmark          | 1996                              | 18.992   |
| Fauske          | Fauske        | Nordland         | 1998                              | 6.000    |
| Fagernes        | Nord-Aurdal   | Oppland          | 2007                              | 1.762    |
| Finnsnes        | Lenvik        | Troms            | 2000                              | 5.500    |
| Fosnavåg        | Herøy         | Møre og Romsdal  | 2000                              | 3.598    |
| Førde           | Førde         | Sogn og Fjordane | 1997                              | 9.248    |
| Hokksund        | Øvre Eiker    | Buskerud         | 2002                              | 8.000    |
| Honningsvåg     | Nordkapp      | Finnmark         | 1996                              | 2.575    |
| Jørpeland       | Strand        | Rogaland         | 1998                              | 6.168    |
| Kirkenes        | Sør-Varanger  | Finnmark         | 1998                              | 6.000    |
| Kolvereid       | Nærøy         | Nord-Trøndelag   | 2002                              | 1.448    |
| Kopervik        | Karmøy        | Rogaland         | 1866-1964 recuperat 1996          | 9.000    |
| Kragerø         | Kragerø       | Telemark         | 1666-1959 recuperat posteriorment | 10.505   |
| Langesund       | Bamble        | Telemark         | 1765-1963 recuperat 1997          | 5.500    |
| Leirvik         | Stord         | Hordaland        | 1997                              | 11.342   |
| Leknes          | Vestvågøy     | Nordland         | 2002                              | 9.239    |
| Levanger        | Levanger      | Nord-Trøndelag   | 1836-1961 recuperat posteriorment | 9.239    |
| Lillesand       | Lillesand     | Aust-Agder       | 1830-1961 recuperat posteriorment | 8.952    |
| Lillestrøm      | Skedsmo       | Akershus         | 1997                              | 14.000   |
| Lyngdal         | Lyngdal       | Vest-Agder       | 2001                              | 7.216    |
| Mo i Rana       | Rana          | Nordland         | 1923-1963 recuperat posteriorment | 17.750   |
| Mosjøen         | Vefsn         | Nordland         | 1875-1961 recuperat posteriorment | 10.000   |
| Mysen           | Eidsberg      | Østfold          | 1996                              | 6.084    |
| Måløy           | Vågsøy        | Sogn og Fjordane | 2004                              | 3.003    |
| Odda            | Odda          | Hordaland        | 2004                              | 7.468    |
| Orkanger        | Orkdal        | Sør-Trøndelag    | 2014                              | 7.812    |
| Otta            | Sel           | Oppland          | 2000                              | 2.750    |
| Rjukan          | Tinn          | Telemark         | 1996                              | 3.386    |
| Sandnessjøen    | Alstahaug     | Nordland         | 1999                              | 5.716    |
| Sandvika        | Bærum         | Akershus         | 2003                              | 108.144  |
| Sauda           | Sauda         | Rogaland         | 1999                              | 4.878    |
| Ski             | Ski           | Akershus         | 2004                              | 26.588   |
| Skudeneshavn    | Karmøy        | Rogaland         | 1857-1964 després recuperat       | 5.000    |
| Sortland        | Sortland      | Nordland         | 1997                              | 9.509    |
| Stathelle       | Bamble        | Telemark         | 1774-1963 recuperat 1997          | 8.000    |
| Stavern         | Larvik        | Vestfold         | 1946-1988 recuperat 1999          | 3.000    |
| Stjørdalshalsen | Stjørdal      | Nord-Trøndelag   | 1997                              | 10.779   |
| Tananger        | Sola          | Rogaland         | 2010                              | 5.500    |
| Ulsteinvik      | Ulstein       | Møre og Romsdal  | 2000                              | 5.156    |
| Verdalsøra      | Verdal        | Nord-Trøndelag   | 1998                              | 7.396    |
| Åkrehamn        | Karmøy        | Rogaland         | 2002                              | 10.070   |
| Åndalsnes       | Rauma         | Møre og Romsdal  | 1996                              | 3.000    |

## Antigues ciutats
| Ciutat       | Municipalitat | Comtat        | Estatut de ciutat        |
| ------------ | ------------- | ------------- | ------------------------ |
| Holmsbu      | Hurum         | Buskerud      | 1847–1964                |
| Hvitsten     | Vestby        | Akershus      | 1837–1964                |
| Hølen        | Vestby        | Akershus      | 1837–1943                |
| Røros        | Røros         | Sør-Trøndelag | 1683-                    |
| Setermoen    | Bardu         | Troms         | 1999 (després recuperat) |
| Sogndal      | Sokndal       | Rogaland      | 1798–1944                |
| Son          | Vestby        | Akershus      | 1604-1963                |
| Åsgårdstrand | Horten        | Vestfold      | 1650-1964                |